# Fuerte Reno
El fuerte Reno fue un emplazamiento erigido por el general Patrick Edward Connor durante la expedición del río Powder en 1865. Fue parte, además, de una serie de fortificaciones construidas para asegurar el tránsito por la Ruta Bozeman.

## Historia
El edificio fue iniciado el 14 de agosto de 1865 por la Sexta Caballería de Voluntarios de Virginia cerca de la desembocadura de Dry Fork, con el nombre de «fuerte Connor», en honor del comandante de la expedición del río Powder, Patrick E. Connor. Las construcciones fueron hechas de álamo. En los siguientes meses la tranquilidad predominó en el sitio, al no ser objeto de ataques por los nativos. En el mes de noviembre, su nombre fue cambiado a «Reno» (en honor del mayor Jesse L. Reno). El siguiente año arribó el coronel Henry B. Carrington con un batallón militar para relevar a los voluntarios. La intención del oficial era abandonar las instalaciones y trasladarlas más al norte, sobre la ruta Bozeman; pero las órdenes fueron mantenerlo activo y construir otro fortín, que a la larga sería el fuerte Phil Kearny. 
En los siguientes meses, el sitio sería ocupado como lugar de tránsito y abastecimiento junto a los fuertes Phil Kearny y C.F. Smith. A pesar del ambiente violento de la zona, debido a los choques entre militares y amerindios por la Guerra de Nube Roja, no se reportaron mayores incidentes en el emplazamiento. Lo que prevalecía, por el contrario, era el aburrimiento entre los soldados. La región, además, no era del todo habitable. La población del lugar, durante su funcionamiento, varió entre 300 a 125 antes de ser abandonado.
La fortificación estaba rodeada por una empalizada que abarcaba un depósito, establo, y cuartos para los soldados con piso de tierra. Antes que arribara Carrington, había instalaciones afuera de la barrera. Hubo algunas modificaciones en 1867. Sin embargo, a raíz de la firma del Tratado del fuerte Laramie de 1868, fue el último en ser abandonado después de los fuertes Phil Kearny y C.F. Smith y dejado a disposición de los nativos quienes probablemente lo destruyeron. Con el paso de los años solo permanecieron  escombros en la zona. Actualmente,  el lugar donde alguna vez estuvo el fuerte Reno, es administrado por el estado de Wyoming. Existe un monumento y marcas de señalización ubicados a 19 km al noreste de la localidad de Sussex.